# 90. Kongress der Vereinigten Staaten
Der 90. Kongress der Vereinigten Staaten beschreibt die Legislaturperiode von Repräsentantenhaus und Senat in den Vereinigten Staaten zwischen dem 3. Januar 1967 und dem 3. Januar 1969. Alle Abgeordneten des Repräsentantenhauses sowie ein Drittel der Senatoren (Klasse II) waren im November 1966 bei den Kongresswahlen gewählt worden. In beiden Kammern ergab sich eine Mehrheit für die Demokratische Partei, die mit Lyndon B. Johnson auch den US-Präsidenten stellte. Die Republikanischen Partei war in der Opposition. Im Verlauf der Legislaturperiode kam es durch Rücktritte und Todesfälle zu kleineren personellen Änderungen, die aber die Mehrheitsverhältnisse nicht veränderten. Der Kongress tagte in der amerikanischen Bundeshauptstadt Washington, D.C. Die Sitzverteilung im Repräsentantenhaus basierte auf der Volkszählung von 1960.

## Wichtige Ereignisse
Siehe auch Einträge unter 1967 und 1968
- 3. Januar 1967: Beginn der Legislaturperiode des 90. Kongresses
- 10. Februar 1967: Der 25. Zusatzartikel zur Verfassung der Vereinigten Staaten wird ratifiziert.
- 5. – 10. Juni 1967: Sechstagekrieg zwischen Israel und seinen Nachbarn.
- 23. Juni 1967: Bei der Konferenz von Glassboro treffen US-Präsident Lyndon B. Johnson und der sowjetische Premierminister Alexei Nikolajewitsch Kossygin aufeinander. Themen der Gespräche sind die Entspannung im Kalten Krieg sowie Stellvertreterkriege der beiden Supermächte.
- 4. Juli 1967: Der Freedom of Information Act tritt in den USA in Kraft. Das Gesetz gewährt jedem grundsätzlich das Recht, Auskünfte über Dokumente der Exekutive zu erhalten.
- 12. Juli 1967: In Newark bei New York beginnen die bis dahin schwersten Rassenunruhen der USA, die sich in der Folge über den ganzen Süden ausbreiten. Der Boxer Muhammad Ali verweigert den Kriegsdienst in Vietnam.
- 29. Juli 1967: Die US-Marine wird von der Forrestal-Katastrophe heimgesucht. Ein Brand mit Explosionen auf dem Flugzeugträger USS Forrestal, ausgelöst durch eine fehlgezündete Rakete, kostet 134 Menschen das Leben.
- 5. Januar 1968: Alexander Dubček wird Erster Sekretär der Kommunistischen Partei der Tschechoslowakei.
- 18. März 1968: Der Kongress der USA hebt die Bestimmung auf, dass Goldreserven für US-Währung gebildet werden müssen.
- 4. April 1968: Tödliches Attentat auf Martin Luther King in Memphis in Tennessee.
- 11. April 1968: Präsident Johnson unterschreibt den Civil Rights Act of 1968.
- 5. Juni 1968: Tödliches Attentat auf Robert F. Kennedy in Los Angeles.
- 1. Juli 1968: In Washington wird der Atomwaffensperrvertrag unterzeichnet.
- 20. August 1968: Mit dem Einmarsch von Truppen des Warschauer Paktes in die Tschechoslowakei endet der Prager Frühling.
- 22. Oktober 1968: Präsident Lyndon B. Johnson unterzeichnet mit dem Gun Control Act eines der bedeutendsten Waffengesetze auf Bundesebene.
- 5. November 1968: Präsidentschafts- und Kongresswahlen in den USA. Der Republikaner Richard Nixon wird neuer Präsident. Im Kongress verteidigen die Demokraten ihre Mehrheit in beiden Kammern.

Die gesamte Legislaturperiode wird von den Ereignissen des Vietnamkriegs geprägt. Außerdem läuft in den USA das Raumfahrtprogramm zur Vorbereitung der Mondlandung im Juli 1969.

## Die wichtigsten Gesetze
In den Sitzungsperioden des 90. Kongresses wurden unter anderem folgende Bundesgesetze verabschiedet (siehe auch: Gesetzgebungsverfahren):
- 4. April 1967: Supplemental Defense Appropriations Act
- 7. November 1967: Public Broadcasting Act of 1967
- 15. Dezember 1967: Age Discrimination in Employment Act
- 18. Dezember 1967: National Park Foundation Act
- 1968: Bilingual Education Act
- 1. März 1968: Fire Research and Safety Act of 1968
- 11. April 1968: Civil Rights Act of 1968
- 29. Mai 1968: Truth in Lending Act
- 19. Juni 1968: Omnibus Crime Control and Safe Streets Act of 1968
- 21. Juli 1968: Aircraft Noise Abatement Act
- 2. Oktober 1968: Wild and Scenic Rivers Act, National Wild and Scenic River.
- 2. Oktober 1968: National Trails System Act of 1968
- 15. Oktober 1968: Health Services and Facilities Amendments of 1968
- 18. Oktober 1968: Radiation Control for Health and Safety Act of 1968
- 22. Oktober 1968: Foreign Military Sales Act of 1968
- 22. Oktober 1968: Gun Control Act of 1968

## Zusammensetzung nach Parteien

### Senat
|              | Partei (Schattierung zeigt Mehrheitspartei) | Partei (Schattierung zeigt Mehrheitspartei) | Partei (Schattierung zeigt Mehrheitspartei) | Total |   |
| ------------ | ------------------------------------------- | ------------------------------------------- | ------------------------------------------- | ----- | - |
|              |                                             |                                             |                                             | Total |   |
| Demokraten   | Republikaner                                | Sonstige                                    | Vakant                                      | Total |   |
| 89. Kongress | 67                                          | 33                                          | 0                                           | 100   | 0 |
|              |                                             |                                             |                                             |       |   |
| 90. Kongress | 64                                          | 36                                          | 0                                           | 100   |   |
| 91. Kongress | 57                                          | 43                                          | 0                                           | 100   |   |

### Repräsentantenhaus
|              | Partei (Schattierung zeigt Mehrheitspartei) | Partei (Schattierung zeigt Mehrheitspartei) | Partei (Schattierung zeigt Mehrheitspartei) | Total |    |
| ------------ | ------------------------------------------- | ------------------------------------------- | ------------------------------------------- | ----- | -- |
|              |                                             |                                             |                                             | Total |    |
| Demokraten   | Republikaner                                | Unabhängige                                 | Vakant                                      | Total |    |
| 89. Kongress | 289                                         | 136                                         | 0                                           | 435   | 10 |
|              |                                             |                                             |                                             |       |    |
| 90. Kongress | 248                                         | 187                                         | 0                                           | 435   | 0  |
| 91. Kongress | 243                                         | 192                                         | 0                                           | 435   |    |

Außerdem gab es noch einen nicht stimmberechtigten Kongressdelegierten.

## Amtsträger

### Senat
- Präsident des Senats: Hubert H. Humphrey (D)
- Präsident pro tempore: Carl Hayden (D)

#### Führung der Mehrheitspartei
- Mehrheitsführer: Mike Mansfield (D)
- Mehrheitswhip: Russell B. Long (D)

#### Führung der Minderheitspartei
- Minderheitsführer: Everett Dirksen (R)
- Minderheitswhip: Thomas Kuchel (R)

### Repräsentantenhaus
- Sprecher des Repräsentantenhauses: John W. McCormack (D)

#### Führung der Mehrheitspartei
- Mehrheitsführer: Carl Albert (D)
- Mehrheitswhip: Hale Boggs (D)

#### Führung der Minderheitspartei
- Minderheitsführer: Gerald Ford (R)
- Minderheitswhip: Leslie C. Arends (R)

## Senatsmitglieder
Im 90. Kongress vertraten folgende Senatoren ihre jeweiligen Bundesstaaten:
| Alabama - 2. John Sparkman (D) - 3. J. Lister Hill (D) Alaska - 2. Bob Bartlett (D) bis zum 11. Dezember 1968 - Ted Stevens (R) ab dem 24. Dezember 1968 - 3. Ernest Gruening (D) Arizona - 1. Paul Jones Fannin (R) - 3. Carl Hayden (D) Arkansas - 2. John Little McClellan (D) - 3. J. William Fulbright (D) Kalifornien - 1. George Murphy (R) - 3. Thomas Kuchel (R) Colorado - 2. Gordon L. Allott (R) - 3. Peter H. Dominick (R) Connecticut - 1. Thomas J. Dodd (D) - 3. Abraham A. Ribicoff (D) Delaware - 1. John J. Williams (R) - 2. Cale Boggs (R) Florida - 1. Spessard Holland (D) - 3. George Smathers (D) Georgia - 2. Richard B. Russell (D) - 3. Herman Talmadge (D) Hawaii - 1. Hiram Fong (R) - 2. Daniel Inouye (D) Idaho - 2. Leonard B. Jordan (R) - 3. Frank Church (D) Illinois - 2. Charles H. Percy (R) - 3. Everett Dirksen (R) Indiana - 1. Vance Hartke (D) - 3. Birch Bayh (D) Iowa - 2. Jack Miller (R) - 3. Bourke B. Hickenlooper (R) Kansas - 2. James B. Pearson (R) - 3. Frank Carlson (R) Kentucky - 2. John Sherman Cooper (R) - 3. Thruston Ballard Morton (R) bis zum 16. Dezember 1968 - Marlow Cook (R) ab dem 17. Dezember 1968 Louisiana - 2. Allen J. Ellender (D) - 3. Russell B. Long (D) Maine - 1. Edmund Muskie (D) - 2. Margaret Chase Smith (R) Maryland - 1. Joseph Tydings (D) - 3. Daniel Brewster (D) Massachusetts - 1. Edward Kennedy (D) - 2. Edward Brooke (R) Michigan - 1. Philip Hart (D) - 2. Robert P. Griffin (R) Minnesota - 1. Eugene McCarthy (D) bzw. (Democratic Farmer Labor Party) - 2. Walter Mondale (D) bzw. (Democratic Farmer Labor Party) Mississippi - 1. John C. Stennis (D) - 2. James Eastland (D) Missouri - 1. Stuart Symington (D) - 3. Edward V. Long (D) bis zum 27. Dezember 1968 - Thomas Eagleton (D) ab dem 28. Dezember 1968 | Montana - 1. Mike Mansfield (D) - 2. Lee Metcalf (D) Nebraska - 1. Roman Hruska (R) - 2. Carl Curtis (R) Nevada - 1. Howard Cannon (D) - 3. Alan Bible (D) New Hampshire - 2. Thomas J. McIntyre (D) - 3. Norris Cotton (R) New Jersey - 1. Harrison A. Williams (D) - 2. Clifford P. Case (R) New Mexico - 1. Joseph Montoya (D) - 2. Clinton Presba Anderson (D) New York - 1. Robert F. Kennedy (D) bis zum 6. Juni 1968 - Charles Goodell (R) ab dem 10. September 1968 - 3. Jacob K. Javits (R) North Carolina - 2. B. Everett Jordan (D) - 3. Sam Ervin (D) North Dakota - 1. Quentin N. Burdick (D) - 3. Milton Young (R) Ohio - 1. Stephen M. Young (D) - 3. Frank J. Lausche (D) Oklahoma - 2. Fred R. Harris (D) - 3. A. S. Mike Monroney (D) Oregon - 2. Mark Hatfield (R) ab dem 10. Januar 1967 - 3. Wayne Morse (D) Pennsylvania - 1. Hugh Scott (R) - 3. Joseph S. Clark (D) Rhode Island - 1. John O. Pastore (D) - 2. Claiborne Pell (D) South Carolina - 2. Strom Thurmond (R) - 3. Fritz Hollings (D) South Dakota - 2. Karl Earl Mundt (R) - 3. George McGovern (D) Tennessee - 1. Albert Gore Sr. (D) - 2. Howard Baker (R) Texas - 1. Ralph Yarborough (D) - 2. John Tower (R) Utah - 1. Frank Moss (D) - 3. Wallace F. Bennett (R) Vermont - 1. Winston L. Prouty (R) - 3. George Aiken (R) Virginia - 1. Harry F. Byrd Jr. (D) - 2. William B. Spong (D) Washington - 1. Henry M. Jackson (D) - 3. Warren G. Magnuson (D) West Virginia - 1. Robert Byrd (D) - 2. Jennings Randolph (D) Wisconsin - 1. William Proxmire (D) - 3. Gaylord Nelson (D) Wyoming - 1. Gale W. McGee (D) - 2. Clifford P. Hansen (R) |

## Mitglieder des Repräsentantenhauses
Folgende Kongressabgeordnete vertraten im 90. Kongress die Interessen ihrer jeweiligen Bundesstaaten:
| Alabama 8 Wahlbezirke - 1. William J. Edwards (R) - 2. William Louis Dickinson (R) - 3. George W. Andrews (D) - 4. Bill Nichols (D) - 5. Armistead I. Selden Jr. (D) - 6. John Hall Buchanan, Jr. (R) - 7. Tom Bevill (D) - 8. Robert Jones Jr. (D) Alaska Staatsweite Wahl - Howard Wallace Pollock (R) Arizona 3 Wahlbezirke - 1. John Jacob Rhodes (R) - 2. Mo Udall (D) - 3. Sam Steiger (R) Arkansas 4 Wahlbezirke. - 1. Ezekiel Candler Gathings (D) - 2. Wilbur Daigh Mills (D) - 3. John Paul Hammerschmidt (R) - 4. David Pryor (D) Kalifornien 38 Wahlbezirke. - 1. Donald H. Clausen (R) - 2. Harold T. Johnson (D) - 3. John E. Moss (D) - 4. Robert L. Leggett (D) - 5. Phillip Burton (D) - 6. William S. Mailliard (R) - 7. Jeffery Cohelan (D) - 8. George Paul Miller (D) - 9. Don Edwards (D) - 10. Charles S. Gubser (R) - 11. J. Arthur Younger (R) bis zum 20. Juni 1967 - Pete McCloskey (R) ab dem 12. Dezember 1967 - 12. Burt L. Talcott (R) - 13. Charles M. Teague (R) - 14. Jerome R. Waldie (D) - 15. John J. McFall (D) - 16. Bernice F. Sisk (D) - 17. Cecil R. King (D) - 18. Bob Mathias (R) - 19. Chester E. Holifield (D) - 20. H. Allen Smith (R) - 21. Augustus F. Hawkins (D) - 22. James C. Corman (D) - 23. Del M. Clawson (R) - 24. Glenard P. Lipscomb (R) - 25. Charles E. Wiggins (R) - 26. Thomas M. Rees (D) - 27. Edwin Reinecke (R) - 28. Alphonzo Bell (R) - 29. George Brown Jr. (D) - 30. Edward R. Roybal (D) - 31. Charles H. Wilson (D) - 32. Craig Hosmer (R) - 33. Jerry Pettis (R) - 34. Richard T. Hanna (D) - 35. James B. Utt (R) - 36. Bob Wilson (R) - 37. Lionel Van Deerlin (D) - 38. John V. Tunney (D) Colorado 4 Wahlbezirke - 1. Byron G. Rogers (D) - 2. Donald G. Brotzman (R) - 3. Frank E. Evans (D) - 4. Wayne N. Aspinall (D) Connecticut 6 Wahlbezirke - 1. Emilio Q. Daddario (D) - 2. William St. Onge (D) - 3. Robert Giaimo (D) - 4. Donald Jay Irwin (D) - 5. John S. Monagan (D) - 6. Thomas Joseph Meskill (R) Delaware Staatsweite Wahl - William V. Roth (R) Florida 12 Wahlbezirke - 1. Robert Sikes (D) - 2. Don Fuqua (D) - 3. Charles Edward Bennett (D) - 4. Albert Sydney Herlong Jr. (D) - 5. Edward Gurney (R) - 6. Sam Gibbons (D) - 7. James A. Haley (D) - 8. William C. Cramer (R) - 9. Paul Grant Rogers (D) - 10. J. Herbert Burke (R) - 11. Claude Pepper (D) - 12. Dante Fascell (D) Georgia 10 Wahlbezirke - 1. George Elliott Hagan (D) - 2. Maston E. O’Neal (D) - 3. Jack Thomas Brinkley (D) - 4. Benjamin B. Blackburn (R) - 5. Fletcher Thompson (R) - 6. John James Flynt Jr. (D) - 7. John William Davis (D) - 8. W. S. Stuckey (D) - 9. Phillip M. Landrum (D) - 10. Robert Grier Stephens (D) Hawaii Staatsweite Wahl für zwei Abgeordnete - Spark Matsunaga (D) - Patsy Mink (D) Idaho 2 Wahlbezirke - 1. James A. McClure (R) - 2. George V. Hansen (R) Illinois 24 Wahlbezirke - 1. William L. Dawson (D) - 2. Barratt O’Hara (D) - 3. William T. Murphy (D) - 4. Ed Derwinski (R) - 5. John C. Kluczynski (D) - 6. Daniel J. Ronan (D) - 7. Frank Annunzio (D) - 8. Dan Rostenkowski (D) - 9. Sidney R. Yates (D) - 10. Harold R. Collier (R) - 11. Roman Pucinski (D) - 12. Robert McClory (R) - 13. Donald Rumsfeld (R) - 14. John N. Erlenborn (R) - 15. Charlotte Thompson Reid (R) - 16. John B. Anderson (R) - 17. Leslie C. Arends (R) - 18. Robert H. Michel (R) - 19. Tom Railsback (R) - 20. Paul Findley (R) - 21. Kenneth J. Gray (D) - 22. William L. Springer (R) - 23. George E. Shipley (D) - 24. Charles Melvin Price (D) Indiana 11 Wahlbezirke - 1. Ray J. Madden (D) - 2. Charles A. Halleck (R) - 3. John Brademas (D) - 4. E. Ross Adair (R) - 5. J. Edward Roush (D) - 6. William G. Bray (R) - 7. John T. Myers (R) - 8. Roger H. Zion (R) - 9. Lee H. Hamilton (D) - 10. Richard L. Roudebush (R) - 11. Andrew Jacobs Jr. (D) Iowa 7 Wahlbezirke - 1. Fred Schwengel (R) - 2. John Culver (D) - 3. H. R. Gross (R) - 4. John Henry Kyl (R) - 5. Neal Edward Smith (D) - 6. Wiley Mayne (R) - 7. William J. Scherle (R) Kansas 5 Wahlbezirke. - 1. Bob Dole (R) - 2. Chester L. Mize (R) - 3. Larry Winn (R) - 4. Garner E. Shriver (R) - 5. Joe Skubitz (R) Kentucky 7 Wahlbezirke - 1. Frank Stubblefield (D) - 2. William Huston Natcher (D) - 3. William O. Cowger (R) - 4. Gene Snyder (R) - 5. Tim Lee Carter (R) - 6. John C. Watts (D) - 7. Carl D. Perkins (D) Louisiana 8 Wahlbezirke - 1. Felix Edward Hébert (D) - 2. Hale Boggs (D) - 3. Edwin E. Willis (D) - 4. Joe Waggonner (D) - 5. Otto E. Passman (D) - 6. John Rarick (D) - 7. Edwin Edwards (D) - 8. Speedy O. Long (D) Maine 2 Wahlbezirke - 1. Peter N. Kyros (D) - 2. William Dodd Hathaway (D) Maryland 8 Wahlbezirke - 1. Rogers Morton (R) - 2. Clarence Long (D) - 3. Edward Garmatz (D) - 4. George Hyde Fallon (D) - 5. Hervey Machen (D) - 6. Charles Mathias (R) - 7. Samuel Nathaniel Friedel (D) - 8. Gilbert Gude (R) Massachusetts 12 Wahlbezirke - 1. Silvio O. Conte (R) - 2. Edward Boland (D) - 3. Philip J. Philbin (D) - 4. Harold Donohue (D) - 5. F. Bradford Morse (R) - 6. William H. Bates (R) - 7. Torbert Macdonald (D) - 8. Tip O’Neill (D) - 9. John W. McCormack (D) - 10. Margaret Heckler (R) - 11. James A. Burke (D) - 12. Hastings Keith (R) Michigan 19 Wahlbezirke - 1. John Conyers (D) - 2. Marvin L. Esch (R) - 3. Garry E. Brown (R) - 4. Edward Hutchinson (R) - 5. Gerald Ford (R) - 6. Charles E. Chamberlain (R) - 7. Donald W. Riegle (R) - 8. James Harvey (R) - 9. Guy Vander Jagt (R) - 10. Elford Albin Cederberg (R) - 11. Philip Ruppe (R) - 12. James G. O’Hara (D) - 13. Charles Diggs (D) - 14. Lucien N. Nedzi (D) - 15. William D. Ford (D) - 16. John Dingell Jr. (D) - 17. Martha Griffiths (D) - 18. William Broomfield (R) - 19. Jack H. McDonald (R) Minnesota 8 Wahlbezirke - 1. Al Quie (R) - 2. Ancher Nelsen (R) - 3. Clark MacGregor (R) - 4. Joseph Karth (DFL= Democratic Farmer Labor Party) - 5. Donald M. Fraser (DFL) - 6. John M. Zwach (R) - 7. Odin Langen (R) - 8. John Blatnik (DFL) Mississippi 5 Wahlbezirke - 1. Thomas Abernethy (D) - 2. Jamie L. Whitten (D) - 3. John Bell Williams (D) bis zum 16. Januar 1968 - Charles H. Griffin (D) ab dem 12. März 1968 - 4. Sonny Montgomery (D) - 5. William M. Colmer (D) Missouri 10 Wahlbezirke - 1. Frank M. Karsten (D) - 2. Thomas B. Curtis (R) - 3. Leonor Sullivan (D) - 4. William J. Randall (D) - 5. Richard Walker Bolling (D) - 6. William Raleigh Hull (D) - 7. Durward Gorham Hall (R) - 8. Richard Howard Ichord (D) - 9. William L. Hungate (D) - 10. Paul C. Jones (D) Montana 2 Wahlbezirke - 1. Arnold Olsen (D) - 2. James Franklin Battin (R) | Nebraska 3 Wahlbezirke - 1. Robert Vernon Denney (R) - 2. Glenn Clarence Cunningham (R) - 3. David T. Martin (R) Nevada Staatsweite Wahl - Walter S. Baring (D) New Hampshire 2 Wahlbezirke - 1. Louis C. Wyman (R) - 2. James Colgate Cleveland (R) New Jersey 15 Wahlbezirke - 1. John E. Hunt (R) - 2. Charles W. Sandman (R) - 3. James J. Howard (D) - 4. Frank Thompson (D) - 5. Peter Frelinghuysen (R) - 6. William T. Cahill (R) - 7. William B. Widnall (R) - 8. Charles Samuel Joelson (D) - 9. Henry Helstoski (D) - 10. Peter Wallace Rodino (D) - 11. Joseph Minish (D) - 12. Florence P. Dwyer (R) - 13. Cornelius Edward Gallagher (D) - 14. Dominick V. Daniels (D) - 15. Edward J. Patten (D) New Mexico 2 Wahlbezirke - 1. Thomas G. Morris (D) - 2. E. S. Johnny Walker (D) New York 41 Wahlbezirke - 1. Otis G. Pike (D) - 2. James R. Grover Jr. (R) - 3. Lester L. Wolff (D) - 4. John W. Wydler (R) - 5. Herbert Tenzer (D) - 6. Seymour Halpern (R) - 7. Joseph Patrick Addabbo (D) - 8. Benjamin Stanley Rosenthal (D) - 9. James J. Delaney (D) - 10. Emanuel Celler (D) - 11. Frank J. Brasco (D) - 12. Edna F. Kelly (D) - 13. Abraham J. Multer (D) bis zum 31. Dezember 1967 - Bertram L. Podell (D) ab dem 20. Februar 1968 - 14. John J. Rooney (D) - 15. Hugh Carey (D) - 16. John M. Murphy (D) - 17. Theodore R. Kupferman (R) - 18. Adam Clayton Powell Jr. (D) bis zum 28. Februar 1967 und erneut ab dem 11. April 1967 - 19. Leonard Farbstein (D) - 20. William Fitts Ryan (D) - 21. James H. Scheuer (D) - 22. Jacob H. Gilbert (D) - 23. Jonathan Brewster Bingham (D) - 24. Paul A. Fino (R) bis zum 31. Dezember 1968 - 25. Richard Ottinger (D) - 26. Ogden R. Reid (R) - 27. John G. Dow (D) - 28. Joseph Y. Resnick (D) - 29. Daniel E. Button (R) - 30. Carleton J. King (R) - 31. Robert C. McEwen (R) - 32. Alexander Pirnie (R) - 33. Howard W. Robison (R) - 34. James M. Hanley (D) - 35. Samuel S. Stratton (D) - 36. Frank Horton (R) - 37. Barber B. Conable (R) - 38. Charles Goodell (R) bis zum 9. September 1968 - 39. Richard D. McCarthy (D) - 40. Henry P. Smith (R) - 41. Thaddeus J. Dulski (D) North Carolina 11 Wahlbezirke - 1. Walter B. Jones Sr. (D) - 2. Lawrence H. Fountain (D) - 3. David N. Henderson (D) - 4. James Carson Gardner (R) - 5. Nick Galifianakis (D) - 6. Horace R. Kornegay (D) - 7. Alton Asa Lennon (D) - 8. Charles R. Jonas (R) - 9. Jim Broyhill (R) - 10. Basil Lee Whitener (D) - 11. Roy A. Taylor (D) North Dakota 2 Wahlbezirke - 1. Mark Andrews (R) - 2. Thomas S. Kleppe (R) Ohio 24 Wahlbezirke - 1. Robert Taft Jr. (R) - 2. Donald D. Clancy (R) - 3. Charles W. Whalen (R) - 4. William Moore McCulloch (R) - 5. Del Latta (R) - 6. Bill Harsha (R) - 7. Bud Brown (R) - 8. Jackson Edward Betts (R) - 9. Thomas Ashley (D) - 10. Clarence E. Miller (R) - 11. J. William Stanton (R) - 12. Samuel L. Devine (R) - 13. Charles Adams Mosher (R) - 14. William Hanes Ayres (R) - 15. Chalmers Wylie (R) - 16. Frank T. Bow (R) - 17. John M. Ashbrook (R) - 18. Wayne Hays (D) - 19. Michael J. Kirwan (D) - 20. Michael A. Feighan (D) - 21. Charles Vanik (D) - 22. Frances P. Bolton (R) - 23. William Edwin Minshall (R) - 24. Buz Lukens (R) Oklahoma 6 Wahlbezirke - 1. Page Belcher (R) - 2. Ed Edmondson (D) - 3. Carl Albert (D) - 4. Tom Steed (D) - 5. John Jarman (D) - 6. James Vernon Smith (R) Oregon 4 Wahlbezirke - 1. Wendell Wyatt (R) - 2. Al Ullman (D) - 3. Edith Green (D) - 4. John R. Dellenback (R) Pennsylvania 27 Wahlbezirke - 1. William A. Barrett (D) - 2. Robert N. C. Nix (D) - 3. James A. Byrne (D) - 4. Joshua Eilberg (D) - 5. William J. Green III (D) - 6. George M. Rhodes (D) - 7. Lawrence G. Williams (R) - 8. Edward G. Biester (R) - 9. George Watkins (R) - 10. Joseph M. McDade (R) - 11. Daniel J. Flood (D) - 12. J. Irving Whalley (R) - 13. Richard Schweiker (R) - 14. William S. Moorhead (D) - 15. Fred B. Rooney (D) - 16. Edwin Duing Eshleman (R) - 17. Herman T. Schneebeli (R) - 18. Robert J. Corbett (R) - 19. George Atlee Goodling (R) - 20. Elmer J. Holland (D) bis zum 9. August 1968 - Joseph M. Gaydos (D) ab dem 5. November 1968 - 21. John Herman Dent (D) - 22. John P. Saylor (R) - 23. Albert W. Johnson (R) - 24. Joseph P. Vigorito (D) - 25. Frank M. Clark (D) - 26. Thomas E. Morgan (D) - 27. James G. Fulton (R) Rhode Island 2 Wahlbezirke - 1. Fernand St. Germain (D) - 2. John E. Fogarty (D) bis zum 10. Januar 1967 - Robert Tiernan (D) ab dem 28. März 1967 South Carolina 6 Wahlbezirke. - 1. Lucius Mendel Rivers (D) - 2. Albert William Watson (R) wechselte von (D) zu (R) - 3. William Dorn (D) - 4. Robert Thomas Ashmore (D) - 5. Thomas S. Gettys (D) - 6. John Lanneau McMillan (D) South Dakota 2 Wahlbezirke - 1. Ben Reifel (R) - 2. Ellis Yarnal Berry (R) Tennessee 9 Wahlbezirke - 1. Jimmy Quillen (R) - 2. John Duncan Sr. (R) - 3. Bill Brock (R) - 4. Joe L. Evins (D) - 5. Richard H. Fulton (D) - 6. William Anderson (D) - 7. Ray Blanton (D) - 8. Fats Everett (D) - 9. Dan Kuykendall (R) Texas 23 Wahlbezirke - 1. Wright Patman (D) - 2. John Dowdy (D) - 3. Joe R. Pool (D) bis zum 14. Juli 1968 - James M. Collins (R) ab dem 24. August 1968 - 4. Ray Roberts (D) - 5. Earle Cabell (D) - 6. Olin E. Teague (D) - 7. George H. W. Bush (R) - 8. Robert C. Eckhardt (D) - 9. Jack Bascom Brooks (D) - 10. J. J. Pickle (D) - 11. William R. Poage (D) - 12. Jim Wright (D) - 13. Graham B. Purcell (D) - 14. John Andrew Young (D) - 15. Kika de la Garza (D) - 16. Richard Crawford White (D) - 17. Omar Truman Burleson (D) - 18. Bob Price (R) - 19. George H. Mahon (D) - 20. Henry B. Gonzalez (D) - 21. O. C. Fisher (D) - 22. Robert R. Casey (D) - 23. Abraham Kazen (D) Utah 2 Wahlbezirke - 1. Laurence J. Burton (R) - 2. Sherman P. Lloyd (R) Vermont 1 Wahlbezirk (staatsweit) - 1. Robert Stafford (R) Virginia 10 Wahlbezirke - 1. Thomas N. Downing (D) - 2. Porter Hardy Jr. (D) - 3. David E. Satterfield III (D) - 4. Watkins Moorman Abbitt (D) - 5. William M. Tuck (D) - 6. Richard Harding Poff (R) - 7. John Otho Marsh Jr. (D) - 8. William L. Scott (R) - 9. William C. Wampler (R) - 10. Joel Broyhill (R) Washington 7 Wahlbezirke - 1. Thomas Pelly (R) - 2. Lloyd Meeds (D) - 3. Julia Butler Hansen (D) - 4. Catherine Dean May (R) - 5. Tom Foley (D) - 6. Floyd Hicks (D) - 7. Brockman Adams (D) West Virginia 5 Wahlbezirke - 1. Arch A. Moore (R) - 2. Harley Orrin Staggers (D) - 3. John M. Slack (D) - 4. Ken Hechler (D) - 5. James Kee (D) Wisconsin 10 Wahlbezirke - 1. Henry C. Schadeberg (R) - 2. Robert Kastenmeier (D) - 3. Vernon Wallace Thomson (R) - 4. Clement J. Zablocki (D) - 5. Henry S. Reuss (D) - 6. William A. Steiger (R) - 7. Melvin R. Laird (R) - 8. John W. Byrnes (R) - 9. Glenn Robert Davis (R) - 10. Alvin O’Konski (R) Wyoming Staatsweite Wahlen - William Henry Harrison (R) |

Nicht stimmberechtigte Mitglieder im Repräsentantenhaus:
- Puerto Rico:
  - Santiago Polanco Abreu